# Geoffrey Kipsang Kamworor
Geoffrey Kipsang Kamworor (* 22. listopadu 1992) je keňský vytrvalostní běžec a do prosince roku 2020 držitel světového rekordu na půlmaratonské trati časem 58:01 min.

## Kariéra
V roce 2014 zvítězil na mistrovství světa v půlmaratonu, o rok později se stal mistrem světa v přespolním běhu. Dalším medailovým ziskem v roce 2015 byla stříbrná medaile v běhu na 10 000 metrů ze světového šampionátu v Pekingu. V olympijské sezoně 2016 obhájil titul mistra světa v půlmaratonu, na olympiádě v Rio de Janeiru doběhl ve finále na 10 000 metrů jedenáctý. V roce 2017 se stal opět mistrem světa v přespolním běhu, na světovém šampionátu na dráze doběhl ve finále běhu na 10 000 metrů šestý. V září 2019 zvítězil v Kodani na půmaratonské trati časem 58:01 minuty, kterým zároveň vytvořil nový světový rekord na této distanci.

## Osobní rekordy
| Akce       | Čas (m:s) | Místo konání  | Datum           |
| ---------- | --------- | ------------- | --------------- |
| 5000 m     | 13:12,23  | New York, USA | 11. června 2011 |
| 10,000 m   | 26:52,65  | Eugene, USA   | 29. května 2015 |
| půlmaraton | 58:01     | Kodaň, Dánsko | 15. září 2019   |
| maraton    | 2:06:12   | Berlín, SRN   | 30. září 2013   |